# HK Olimpija Hertz 1997/98
Sezona 1997/98 HK Olimpija Hertz, ki je osvojila naslov prvaka v slovenski ligi in deveto mesto v alpski ligi.

## Postava
- Trener:  Matjaž Sekelj

| Vratarji | Vratarji           | Vratarji        | Vratarji    | Vratarji | Vratarji                 | Vratarji                   |
| -------- | ------------------ | --------------- | ----------- | -------- | ------------------------ | -------------------------- |
| #        | Nar                | Igralec         | Boljša roka | Sez.     | Starost (rojstni dan)    | Kraj rojstva               |
|          | Slovenija          | Klemen Mohorič  | leva        | 1        | 22 let (25. maj 1975)    | Kranj, Slovenija           |
|          | Slovenija          | Martin Novak    | leva        | 12       | 27 let (27. januar 1970) | Ljubljana, Slovenija       |
|          | Kanada · Slovenija | Stanley Reddick |             | 3        | 28 let (12. julij 1969)  | Etobicoke, Ontario, Kanada |

| Branilci | Branilci                | Branilci          | Branilci    | Branilci | Branilci                  | Branilci                   |
| -------- | ----------------------- | ----------------- | ----------- | -------- | ------------------------- | -------------------------- |
| #        | Nar                     | Igralec           | Boljša roka | Sez.     | Starost (rojstni dan)     | Kraj rojstva               |
|          | Slovenija               | Igor Beribak (C)  |             | 11       | 33 let (18. maj 1964)     | Ljubljana, Slovenija       |
|          | Slovenija               | Robert Ciglenečki | leva        | 3        | 23 let (17. julij 1974)   | Ljubljana, Slovenija       |
|          | Združene države Amerike | Kelly Hultgren    | desna       | 1        | 26 let (11. april 1971)   | Saint Paul, Minnesota, ZDA |
|          | Združene države Amerike | Chris Imes        | leva        | 1        | 25 let (27. avgust 1972)  | Birchdale, Minnesota, ZDA  |
|          | Slovenija               | Peter Mihelič     |             | 3        | 18 let (5. avgust 1979)   | Ljubljana, Slovenija       |
|          | Slovenija               | Bojan Zajc        | desna       | 8        | 31 let (7. november 1965) | Ljubljana, Slovenija       |

| Napadalci | Napadalci               | Napadalci        | Napadalci | Napadalci   | Napadalci | Napadalci                   | Napadalci                     |
| --------- | ----------------------- | ---------------- | --------- | ----------- | --------- | --------------------------- | ----------------------------- |
| #         | Nar                     | Igralec          | Položaj   | Boljša roka | Sez.      | Starost (rojstni dan)       | Kraj rojstva                  |
|           | Slovenija               | Jaka Avgustinčič | F         | leva        | 4         | 20 let (27. oktober 1976)   | Ljubljana, Slovenija          |
|           | Slovenija               | Blaž Emeršič     | F         | leva        | 1         | 16 let (10. oktober 1980)   | Ljubljana, Slovenija          |
|           | Kanada                  | Kim Issel        | RW        |             | 2         | 29 let (25. september 1967) | Regina, Saskatchewan, Kanada  |
|           | Slovenija               | Uroš Jakopič     | C         |             | 1         | 20 let (12. september 1977) | Ljubljana, Slovenija          |
|           | Slovenija               | Mare Kumar       | F         |             | 3         | 21 let (7. marec 1975)      | Ljubljana, Slovenija          |
|           | Združene države Amerike | Jay Moser        | F         | desna       | 1         | 24 let (26. december 1972)  | Cottage Grove, Minnesota, ZDA |
|           | Kanada                  | Pat Murray       | LW        | leva        | 1         | 28 let (20. avgust 1969)    | Stratford, Ontario, Kanada    |
|           | Združene države Amerike | David Shute      | LW        | leva        | 1         | 26 let (10. februar 1971)   | Richfield, Minnesota, ZDA     |
|           | Slovenija               | Mitja Šivic      | WR        | leva        | 1         | 18 let (1. september 1979)  | Brezje, Slovenija             |
|           | Slovenija               | Jure Vnuk        | LW        | leva        | 8         | 24 let (18. junij 1973)     | Ljubljana, Slovenija          |
|           | Slovenija               | Tomaž Vnuk       | C         | desna       | 8         | 27 let (11. april 1970)     | Ljubljana, Slovenija          |
|           | Slovenija               | Luka Žagar       | LW        | leva        | 4         | 19 let (25. junij 1978)     | Ljubljana, Slovenija          |

## Tekmovanja

### Slovenska liga
Uvrstitev: 1. mesto

#### Finale
Igralo se je na štiri zmage po sistemu 1-1-1-1-1-1-1, * - po podaljšku.
|  | HK Olimpija Hertz | 4:3 | HK Acroni Jesenice | Hala Tivoli, Ljubljana |

| Poročilo tekme | Poročilo tekme | Poročilo tekme  | Poročilo tekme | Poročilo tekme |
| -------------- | -------------- | --------------- | -------------- | -------------- |
|                |                | (2:0, 1:1, 1:2) |                |                |

| 19. marec 1998 | HK Acroni Jesenice | 3:4 | HK Olimpija Hertz | Dvorana Podmežakla, Jesenice |

| Poročilo tekme | Poročilo tekme | Poročilo tekme  | Poročilo tekme | Poročilo tekme |
| -------------- | -------------- | --------------- | -------------- | -------------- |
|                |                | (1:1, 2:3, 0:0) |                |                |

| 22. marec 1998 | HK Olimpija Hertz | 7:2 | HK Acroni Jesenice | Hala Tivoli, Ljubljana |

| Poročilo tekme | Poročilo tekme | Poročilo tekme  | Poročilo tekme | Poročilo tekme |
| -------------- | -------------- | --------------- | -------------- | -------------- |
|                |                | (3:1, 2:1, 2:0) |                |                |

| 25. marec 1998 | HK Acroni Jesenice | 1:2 | HK Olimpija Hertz | Dvorana Podmežakla, Jesenice |

| Poročilo tekme | Poročilo tekme | Poročilo tekme  | Poročilo tekme | Poročilo tekme |
| -------------- | -------------- | --------------- | -------------- | -------------- |
| Začetek: 20:00 |                | (0:1, 1:1, 0:0) |                | Gledalci: 1600 |

### Alpska liga
Uvrstitev: 9. mesto

#### Redni del
| Poz | Klub            | OT | TOČ | Z  | N | P  | DG | PG | GR  |
| --- | --------------- | -- | --- | -- | - | -- | -- | -- | --- |
| 1   | VEU Feldkirch   | 16 | 23  | 10 | 3 | 3  | 68 | 33 | +35 |
| 2   | EC KAC          | 16 | 21  | 9  | 3 | 4  | 69 | 41 | +28 |
| 3   | Wiener EV       | 16 | 20  | 9  | 2 | 5  | 61 | 33 | +28 |
| 4   | EC VSV          | 16 | 20  | 9  | 2 | 5  | 67 | 48 | +19 |
| 5   | Kapfenberger SV | 16 | 16  | 7  | 2 | 7  | 40 | 47 | -7  |
| 6   | EC Graz         | 16 | 14  | 6  | 2 | 8  | 62 | 77 | -15 |
| 7   | HK Jesenice     | 16 | 13  | 5  | 3 | 8  | 54 | 65 | -11 |
| 8   | HK Bled         | 16 | 10  | 2  | 6 | 8  | 45 | 76 | -31 |
| 9   | Olimpija Hertz  | 16 | 7   | 3  | 1 | 12 | 38 | 84 | -46 |